# Radio 8 (Satellit)
Radio 8, Radio Sputnik 8 oder RS-8 ist ein sowjetischer Amateurfunksatellit, der vom zentralen Radioklub der DOSAAF entwickelt und gebaut wurde. RS-8 trägt einen Lineartransponder für den Mode A.

## Mission
Der Satellit wurde am 17. Dezember 1981 gemeinsam mit RS-3 bis RS-7 mit einer russischen Kosmos-3M-Trägerrakete vom Kosmodrom Plessezk in Russland gestartet. Als Kommandostation wurde RS3A in Moskau benannt.
Am 26. August 1985 wurde über RS-8 ein Entfernungsrekord über 6787 km zwischen den Stationen N9CUE in Indianapolis (QTH-Locator EM69xq) und DD0BI in Aurich (JO33rl) registriert.

## Frequenzen
- 145,960 … 146,000 MHz Uplink
- 29,460 … 29,500 MHz Downlink
- 29,461-MHz-Bake 1
- 29,502-MHz-Bake 2